# Маслова, Лариса Владимировна
Лариса Владимировна Маслова (род. 1951) — виолончелистка, солистка Татарской государственной филармонии, Народная артистка Республики Татарстан, Лауреат всероссийского конкурса.

## Биография
Лариса Владимировна родилась 25 октября 1951 года в городе Вольск Саратовской области. Выпускница Казанской средней специальной музыкальной школы при Казанской государственной консерватории (1970), Казанской государственной консерватории (1975) и ассистентуры-стажировки (1978, класс А. Н. Хайрутдинова), она брала также уроки у Мстислава Ростроповича (1973). С 1975 года и по 2011 годы работала солисткой Отдела оперной и камерной музыки Татарской государственной филармонии имени Габдуллы Тукая.

## Награды
- Народная артистка Республики Татарстан
- Медаль «В память 1000-летия Казани» (2005)
- Медаль «Ветеран труда» (2006)
- Почетная грамота Министерства культуры РТ (2006)
- Почетная грамота Управления культуры Исполнительного комитета г. Казани (2006)
- включена в Татарский энциклопедический словарь и энциклопедию «Лучшие люди России» (2008, Москва)
- отмечена Дипломом и званием лауреата Республиканского конкурса «Женщина года» в номинации «Женщина — культура и духовность» (2006)
- Дипломом от научной Ассоциации профессоров РТ (2006)